# Jan Segers
Jan Baptist Segers (* 27. Januar 1929 in Mechelen, Belgien; † 8. Dezember 2024 in Willebroek) war ein belgischer Komponist, Dirigent, Musiker und Redakteur.

## Leben
Er studierte am Königlichen Konservatorium von Brüssel und Antwerpen. Über viele Jahre war er Dirigent und Kapellmeister bei diversen Militärmusikkorps in Belgien. Seit 1960 ist er Direktor der Städtischen Musik-Akademie in Willebroek, Belgien. Des Weiteren ist er als Musikregisseur beim BRT Rundfunk tätig. Ferner ist er gefragt als künstlerischer Berater bei Musikeinspielungen auf CD oder bei Rundfunk- oder Fernsehaufnahmen. Auch dem Amateurmusikwesen steht er als Dirigent und Jurymitglied bei nationalen und internationalen Wettbewerben zur Verfügung. Für eine kurze Zeit war er auch Dirigent des BRT-Kammerorchesters.
Mit seinen Kompositionen, zumeist Auftragswerken, gewann er viele Kompositionswettbewerbe.

## Werke

### Werke für Orchester
- Sonate für Kontrabass und Kammerorchester
- Dragon Flies für Kontrabass und Orchester
- Five Drawings für 4 Hörner, Schlagzeug und Streicher

### Werke für Blasorchester
- 1974 Suite
  1. Intronisatie
  2. Interludium
  3. Festival
  4. Finale
- 1977 Canadian Impressions
- 1979 Essay für Horn und Blasorchester
- 1981 Fantasia für Brass-Band
- Flashes for Band
  1. Intro
  2. Simple
  3. Gaily
  4. Choral
  5. Obstinate
- Olivers Music Box
- Cowboy Parade
- Festmarsch (Feestmars)
- Mechlin’s Tower
- Inleiding
- Conclusion
- Games für Saxophon-Quartett und Blasorchester
- Hoogtijd nach Texten von M. van Maele für großes Blechbläser-Ensemble, Chor und Sprecher, radiophonische Stimmen und elektronische Instrumente
- Music for a Solemn Occasion für großes Blechbläser-Ensemble

### Werke für Kammermusik
- Study für Horn und (präpariertes) Tonband
- Study für Horn und Klavier
- Reading für Schlagzeug und Klavier